# 拉德堡
拉德堡（德語：Radeburg，發音：[ˈʁaːdəˌbʊʁk] ⓘ）是德国萨克森州迈森县的城市，面积54.01平方千米，2023年12月31日人口为7,614人。